# Rapporteur spécial des Nations unies sur les territoires palestiniens
Le rapporteur spécial des Nations unies sur les territoires palestinien occupés, officiellement le rapporteur spécial sur la situation des droits de l'homme dans les territoires palestiniens occupés depuis 1967, est un rapporteur spécial qui travaille pour les Nations unies et fait rapport sur la situation des droits de l'homme dans les territoires palestiniens occupés. Le mandat a été établi en 1993 par l'ancienne Commission des droits de l'homme. Francesca Albanese a été nommée en 2022 au poste de rapporteure spéciale, devenant ainsi la première femme à occuper cette fonction.

## Histoire
La fonction est créée en 1993 par l'ancienne Commission des droits de l'homme, dans le contexte des efforts de mise en place d'un processus de paix israélo-palestinien. 
Selon l'analyse du professeur Jean-Pierre Filiu, le  premier titulaire du poste, René Felber, ancien président de la Confédération helvétique, comme ses deux successeurs, accompagnent les propositions du gouvernement israélien de recommandations constructives. Mais à partir de la réoccupation israélienne de la Cisjordanie en 2002, puis du blocus de la bande de Gaza en 2007, c'est le juriste sud-africain John Dugard, qui est nommé rapporteur spécial par le Conseil des droits de l’homme des Nations Unies, qui a remplacé en 2006 la Commission des droits de l’homme. Le ton de son rapport change, qui évoque l’apartheid pour décrire les discriminations dont souffrent les Palestiniens.
Le juriste américain Richard Falk qui succède à Dugard en 2008 est expulsé d'Israël.
Le juriste canadien Michael Lynk (en), rapporteur spécial de 2016 à 2022, qualifie de  « crime de guerre » la colonisation israélienne en Cisjordanie.
La juriste italienne Francesca Albanese est nommée en mai 2022 au poste de rapporteure spéciale, devenant ainsi la première femme à occuper cette fonction. Elle est accusée, en 2024, d'antisémitisme par le gouvernement israélien. En juillet 2024, elle publie un rapport intitulé « Anatomie d’un génocide ».
Francesca Albanese est reconduite dans ses fonctions en mai 2025, pour un nouveau mandat de trois ans. Dans son rapport, publié en 2025, elle dénonce le rôle des multinationales dans l'économie du génocide.
En juillet 2025, les États-Unis annoncent des sanctions à l'encontre de Francesca Albanese, mettant en causes « ses efforts illégitimes et honteux visant à inciter la Cour pénale internationale (CPI) à prendre des mesures contre des responsables, des entreprises et des dirigeants américains et israéliens ». Même dépourvues d'effet, puisque la rapporteure travaille à Genève et non à New York, ces sanctions sont dénoncées par le porte-parole du Secrétaire général de l’ONU, Stéphane Dujarric, comme constituant « un précédent dangereux ».

## Titulaires
| Nom                     | Photo | Début        | Fin         | Pays           | Notes |
| ----------------------- | ----- | ------------ | ----------- | -------------- | --- |
| René Felber             |       | 1993         | 1995        | Suisse         | |
| Hannu Halinen (en)      |       | 1995         | 1999        | Finlande       | |
| Giorgio Giacomelli (en) |       | 1999         | 2001        | Italie         | |
| John Dugard             |       | 2001         | 2008        | Afrique du Sud | |
| Richard Falk            |       | 2008         | 2014        | États-Unis     | |
| Makarim Wibisono        |       | 2014         | 2016        | Indonésie      | |
| Michael Lynk (en)       |       | 2016         | 2022        | Canada         | |
| Francesca Albanese      |       | 1er mai 2022 | En fonction | Italie         | Nommée pour un mandat de trois ans, en 2022, elle devient ainsi la première femme à occuper cette fonction. Elle est confirmée dans cette fonction jusqu'en 2028. |